# 携帯ポイント
携帯ポイント（けいたいポイント）は、FeliCa対応端末向けに提供されているサービス。携帯ポイントを貯めて、携帯クーポン等を受け取れる。

## 概要
携帯電話のおサイフケータイ「FeliCa」の中のサービスの1つで、読み取り機にかざすとポイントが貯められ、携帯クーポン等と交換出来る。アプリのダウンロードは必要ない。
取得したクーポンはシステム側のマイページに保存され、クーポンを掲示すると割引等が受けられる。